# Isabella Wrangel
Isabella Anna Wrangel von Brehmer, född 23 januari 1911 i Paris, död 30 april 1975 i Hägersten, var en svensk målare, tecknare och grafiker.
Hon var dotter till Jurgen Wrangel och Anna Faehte och gift första gången 1943–1950 med Willie Hubert Weberg och andra gången från 1950 med konstnären William Mönnich. Wrangel studerade vid Kungliga konsthögskolan i Stockholm 1933–1938 och genom självstudier under resor till Frankrike, Nederländerna och i Skandinavien. Hon tilldelades stipendium ur Kungafonden 1956 och Stockholms stads konstnärsstipendium 1967. Separat ställde hon ut några gånger på Gummesons konsthall i Stockholm och i Landskrona. Hon medverkade i Sveriges allmänna konstförenings utställningar i Stockholm sedan början av 1940-talet och ett flertal gånger i Skånes konstförenings utställningar i Malmö och Lund sedan början av 1950-talet, Nordiska konstförbundets utställning i Göteborg, Liljevalchs konsthalls Stockholmssalonger, en grupputställning på Meltzer Galler i New York samt en svensk vandringsutställning i USA 1961–1965. Hennes konst består av stilleben, interiörer, landskapsskildringar och nonfigurativa kompositioner utförda i olja. Wrangel är representerad vid bland annat Smithsonian Institute i Washington, Malmö museum, Malmö rådhus och Moderna museet.